# 天然資源

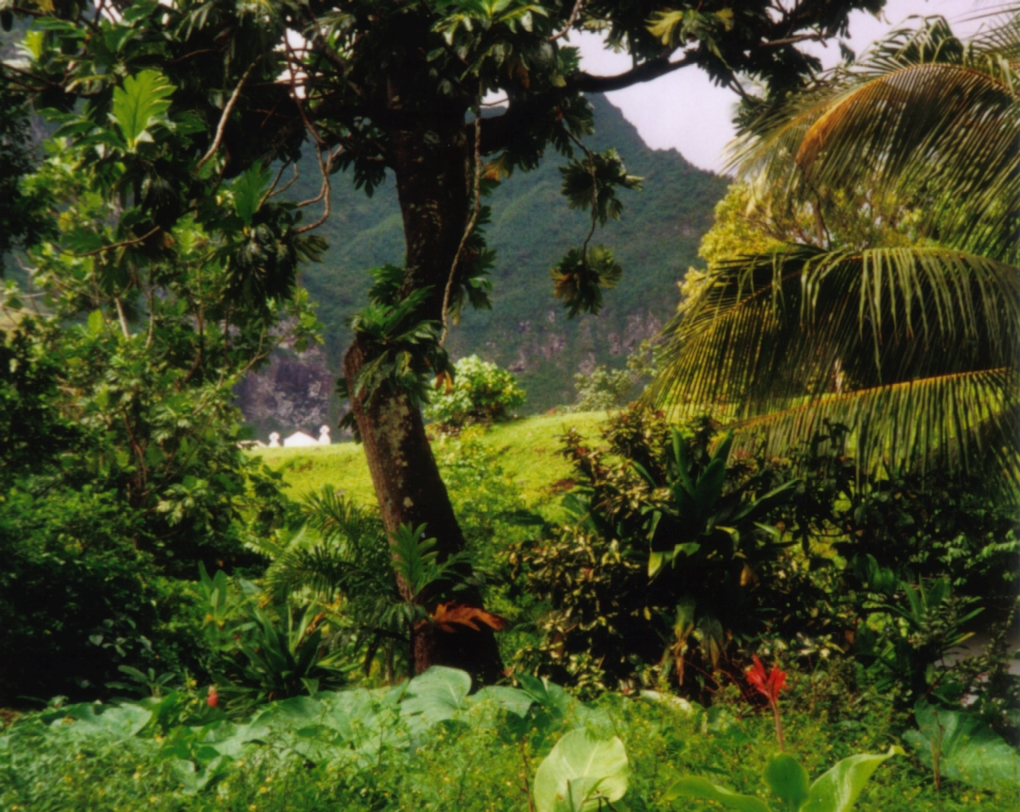
マルキーズ諸島のファトゥ・イヴァ島にある多雨林は、乱されていない天然資源の一例である。森林は人に木材を、植物群と動物群には食料・水・棲み処を提供する。生物間の養分循環が、食物連鎖と種の多様性を形作っている。

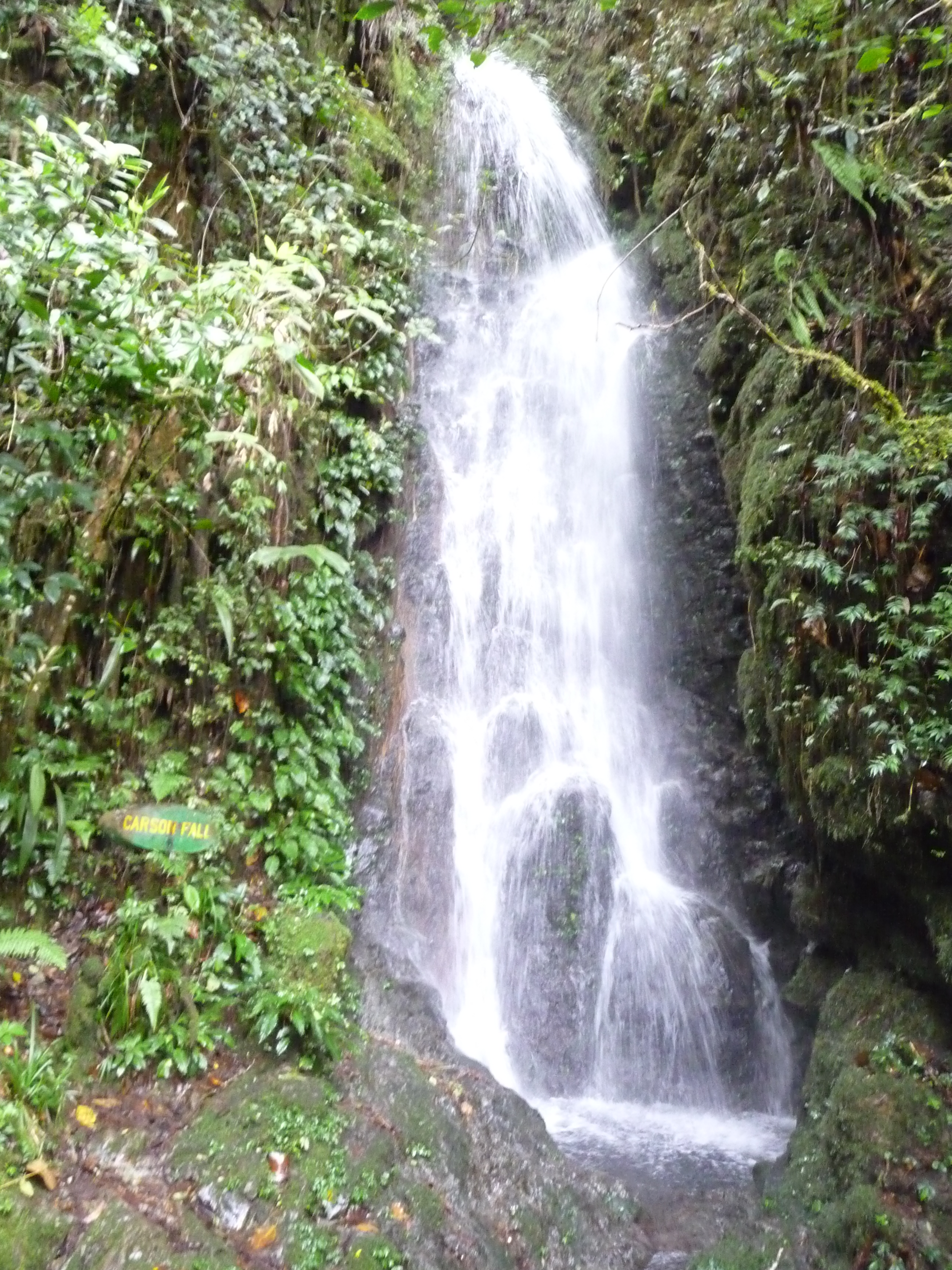
マレーシアのキナバル山にあるカーソン滝も、乱されていない天然資源の一例である。滝は人と動植物が生きるための湧き水を、そして海洋生物のための生息地を提供している。水流は水力発電のタービンを回すのにも用いられる。

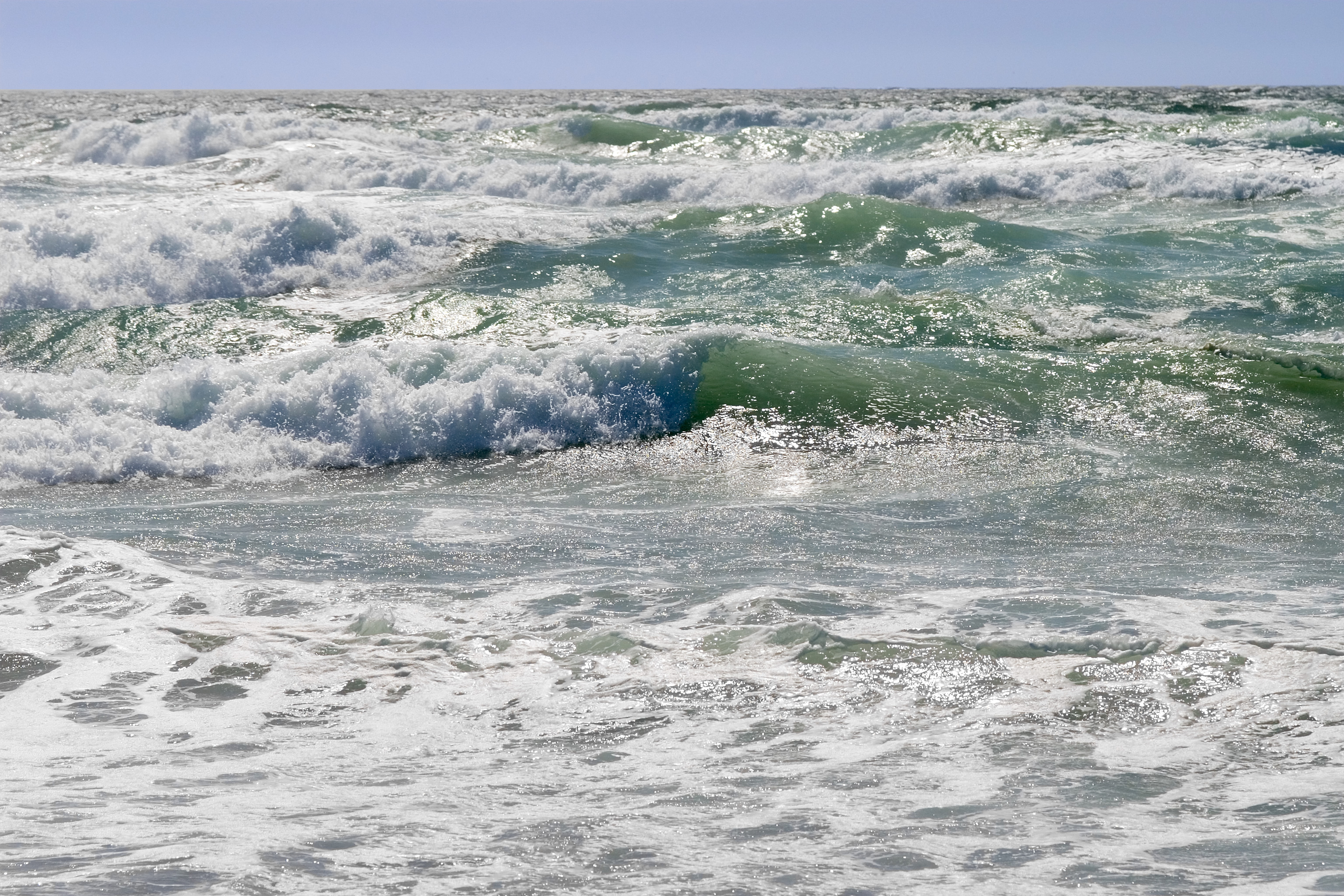
大洋は天然資源の一例である。波浪は、再生可能エネルギーである波力発電に用いられうる。海水は製塩や海水淡水化にとって重要であり、深海魚に生息地を提供している。海には海洋生物種の多様性があり、養分循環にありふれている。

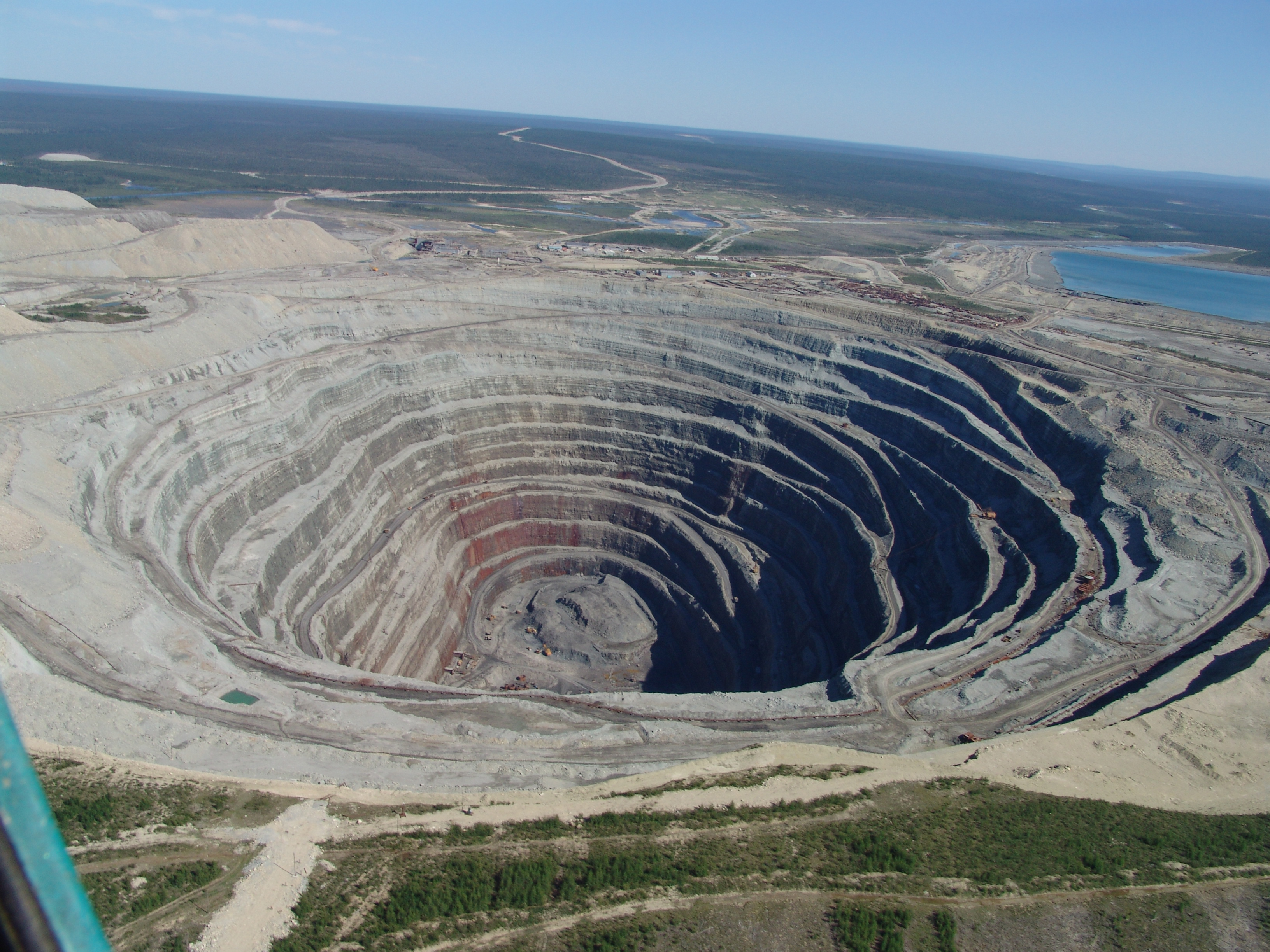
シベリアの露天ダイアモンド鉱床である、ウダーチナヤ・パイプの光景。非再生天然資源の一例。

天然資源（てんねんしげん、natural resource ）とは、人類のあらゆる行いの外に存在する資源である。
人類の行いには、商業的及び工業的使用、美的価値、科学的関心、文化的価値といった、全ての価値ある特性が含まれている。
地球の天然資源には、太陽光、大気、水、地（全ての鉱物を含む）、及び全ての植生と、動物の命が含まれる。
ファトゥ・イヴァ島の雨林などの特定の地域は、その生態系に在る生物多様性と地質多様性によって特徴付けられることが多い。
天然資源は、異なるやり方でさらに分類されることもある。
天然資源は、環境の中で見つけられる材料と構成要素（何かに使われるもの）である。
人が作った全ての製品は、（その基礎の段階では）天然資源から成り立っている。
天然資源は、淡水、空気、および魚などあらゆる生き物のように、独立して存在することもあれば、また、金属鉱石、希土類元素、及び大半のエネルギーのような、資源を得るために加工処理せねばならない形で存在する場合もある。
天然資源の配分を巡っては、世界中で多くの議論がある。
これは不足と欠乏（資源の枯渇と過剰消費）が増している時分には、特にそうである。